# Quincy-sous-Sénart
Quincy-sous-Sénart är en kommun i departementet Essonne i regionen Île-de-France i norra Frankrike. Kommunen ligger i kantonen Épinay-sous-Sénart som tillhör arrondissementet Évry. År 2022 hade Quincy-sous-Sénart 9 491 invånare.

## Befolkningsutveckling
Antalet invånare i kommunen Quincy-sous-Sénart
| Referens: INSEE |